# فانمدي
فانمدي (بالإنجليزية: Vannamoddai)‏ هي منطقة سكنية تقع في سريلانكا في المقاطعة الشمالية (سريلانكا).